# حادثة العشرين فئة
حادثة العشرين فئة (التركية: Yirmi Kur'a Nafıa Askerleri حرفيًا: “جنود للأشغال العامة من خلال جذب عشرين مجموعة” أو Yirmi Kur'a İhtiyatlar Olayı حرفيًا: “حادثة تجنيد لجنود احتياطيًا من خلال جذب عشرين مجموعة”) كانت ما يُسمى بالتجنيد الذي قامت به الحكومة التركية لتجنيد سكان الأقليات غير التركية من الذكور وتتكون أساسًا من الأرمن واليونانيين واليهود خلال الحرب العالمية الثانية. كانت جميع الفئات العشرين تتكون من سكان الأقليات من الذكور بمن فيهم الشيوخ ومن يعانون من أمراض عقلية. ولم يتم إعطاؤهم أي أسلحة وغالبًا لم يكونوا يرتدون الزي العسكري. وقد تم تجميع أولئك غير المسلمين في كتائب عمل لا يوجد بها أتراك مجندون. وقد زعموا أنهم أُجبروا على العمل في ظل ظروف سيئة للغاية. وقد كانت النقطة السائدة والمنتشرة على نطاق واسع بشأن هذه المسألة هي أن تركيا رغبت في المشاركة في الحرب العالمية الثانية، فقامت مقدمًا بتجميع كل الرجال غير الأتراك الذين لا يمكن الاعتماد عليهم واعتبرتهم بمثابة «الطابور الخامس».
كان الاستيلاء على أصول سكان الأقلية هدفًا من الأهداف الرئيسية للحكومة التركية. مما أدى بالأقليات المستعبدة إلى إعلان إفلاسها لأنهم لم يتمكنوا من إدارة أعمالهم خلال هذا الحدث، ونتيجة لذلك اضطروا إلى بيع شركاتهم وأصولهم تقريبًا مجانًا. وبعد هذا الحدث، تبعه اثنان من الأحداث الكبرى بنفس المقاصد تقريبًا فرض ضريبة على الأملاك وبوغروم إسطنبول (أعمال شغب إسطنبول).